# Monte Aventino

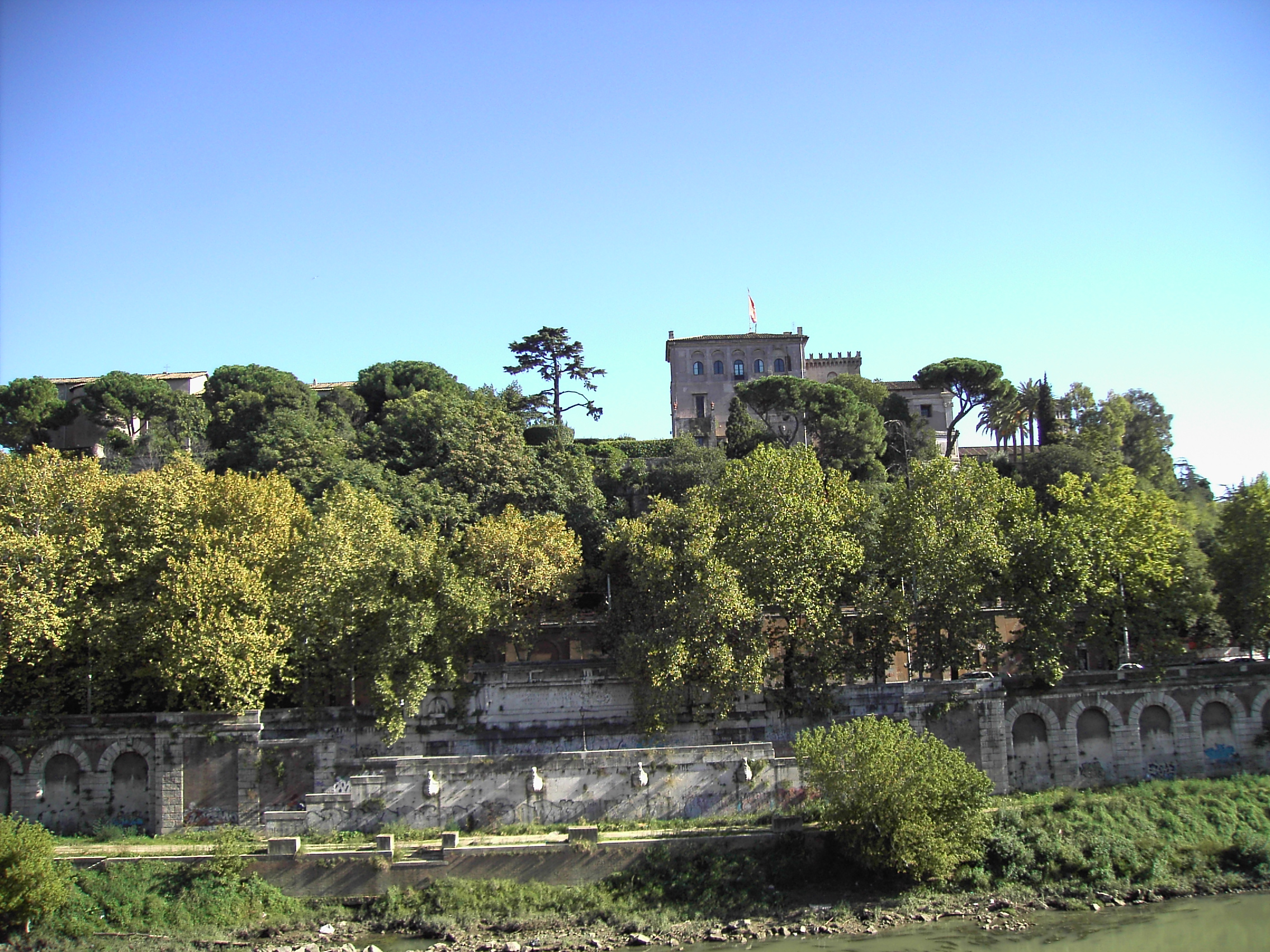
El Aventino desde el Tíber, con el palacio de los Caballeros de Malta.

El monte Aventino o colina Aventino es una de las siete colinas sobre las que se construyó la antigua Roma. Debido a su condición de punto estratégico para el control del comercio sobre el río Tíber, esta colina fue completamente fortificada en el año 1000.
Según la historia en uno de los conflictos entre patricios y plebeyos, en 494 a. C., los plebeyos se retiraron al Aventino y amenazaron con fundar una nueva ciudad. Ante esta amenaza, los patricios cedieron a los reclamos de los plebeyos.
Por analogía, se ha llamado Secesión Aventina a la actitud de los diputados opositores que abandonaron las tareas legislativas durante varios meses, en protesta por el asesinato de Giacomo Matteotti, durante el régimen fascista liderado por Benito Mussolini. 
La colina es hoy una elegante zona residencial de Roma arquitectónicamente muy rica. Pertenece al rione de Ripa.

## Ubicación y límites
La colina Aventina es una de las siete colinas de Roma. Posee dos cumbres: la mayor en el sector noroeste y la menor en el sureste. Están divididas por una profunda hendidura por la que transcurría un antiguo camino entre las dos partes. Durante la era republicana, las dos colinas comenzaron a ser reconocidas como una sola entidad geográfica.